# Municipio de McMillen Tiff
El municipio de McMillen Tiff (en inglés: McMillen Tiff Township) es un municipio ubicado en el condado de McDonald en el estado estadounidense de Misuri. En el año 2010 tenía una población de 376 habitantes y una densidad poblacional de 8,19 personas por km².

## Geografía
El municipio de McMillen Tiff se encuentra ubicado en las coordenadas 36°40′2″N 94°35′22″O / 36.66722, -94.58944. Según la Oficina del Censo de los Estados Unidos, el municipio tiene una superficie total de 45.91 km², de la cual 45,91 km² corresponden a tierra firme y (0 %) 0 km² es agua.

## Demografía
Según el censo de 2010, había 376 personas residiendo en el municipio de McMillen Tiff. La densidad de población era de 8,19 hab./km². De los 376 habitantes, el municipio de McMillen Tiff estaba compuesto por el 90,16 % blancos, el 4,79 % eran amerindios, el 1,6 % eran isleños del Pacífico, el 1,06 % eran de otras razas y el 2,39 % eran de una mezcla de razas. Del total de la población el 1,33 % eran hispanos o latinos de cualquier raza.